# 墨兰浦斯
墨兰浦斯（Melampus，古希腊语：Μελάμπους，Melampous）是希腊神话中一位传奇的占卜者和治疗师，最初来自庇洛斯，后来统治了阿尔戈斯。据希罗多德说，他是狄俄尼索斯崇拜的引入者，希罗多德声称，他的占卜能力来自埃及，并且他能够理解动物的语言。在古典和希腊化时期，以墨兰浦斯的名义流传着许多伪经典预言作品。根据希罗多德和保萨尼亚斯（Pausanias）（vi.17.6）所说，根据赫西俄德的权威，他的父亲是阿米萨翁（Amythaon），其名意味着“难以言表”或“无法形容的伟大”；因此，墨兰浦斯及其后裔都是阿米萨翁家族（House of Amythaon）的成员。莫里斯·德·盖林（Maurice de Guérin）于1835年将他塑造为第一部西方散文诗《半人马》（The Centaur）的角色之一。

## 荷马
荷马在《奥德赛》中提到，关于忒奥克利缪斯的血统，他是“一位来自墨兰浦斯占卜家族的先知”，勾勒出了关于墨兰浦斯的史诗叙述，叙述如此简洁，以至于其细节必定为荷马的听众所熟知。通过简要的暗示，描绘了一系列片段，我们可以辨认出庇洛斯地区墨兰浦斯与涅莱乌斯之间的冲突，涅勒乌斯篡夺了墨兰浦斯的“伟大高贵的宅邸”，迫使他陷入英雄式的流亡。墨兰浦斯在菲拉库斯的家中当奴隶一年，“全是为了涅勒乌斯的女儿佩罗”。在极度困境中，墨兰浦斯受到“狂乱的怨灵所施加的疯狂法术”，但这位先知最终摆脱了死亡，并成功将菲拉库斯的牛群带回庇洛斯，他在那里报了涅勒乌斯的仇，并将佩罗嫁给了他的兄弟拜亚斯。但墨兰浦斯自己的命运却在阿尔戈斯，他在那里生活、统治、结婚并生下了一长串后代，荷马在其中也作了简要的描绘。

## 之后的神话
在稍后的版本中，叙述被增添了轶闻细节：墨兰浦斯在安纳克索拉斯或可能是普罗伊特斯统治时期生活在庇洛斯。国王悬赏给任何能治愈他患有奇怪疾病的儿子的人。墨兰浦斯杀了一头牛，并与前来吃尸体的秃鹰交谈。它们说上一次享受这样的盛宴是国王做祭品时。它们告诉墨兰浦斯王子害怕那把大而血腥的刀，国王将其抛掷以安抚孩子。它击中一棵树并伤了一位树仙，后者诅咒了王子。树仙告诉墨兰浦斯，如果将刀从树干中拔出并煮沸，然后让王子喝下生锈的水，王子就会被治愈。墨兰浦斯按照她的指示行事，并作为治愈的报酬，要求自己得到王国的三分之二，他的兄弟拜亚斯得到三分之一。国王同意了。
在墨兰浦斯故事的另一个版本中，在阿纳克索拉斯或可能是普罗伊特斯统治时期，当阿尔戈斯的妇女们因狄俄尼索斯而疯狂时，墨兰浦斯被请来治愈她们，但他要求得到王国的三分之一作为报酬。国王拒绝了，但妇女们变得比以前更加狂野，他不得不再次寻求墨兰浦斯的帮助，这一次，墨兰浦斯要求自己得到三分之一，拜亚斯得到另外三分之一。国王感到他别无选择，只能同意，于是墨兰浦斯带领他们来到了卢西市，在阿尔忒弥斯的圣殿中，他们摆脱了疯狂。
墨兰浦斯作为先知的名声衍生了一些近乎轶闻的神话，以解释他的天赋，即能够与蛇交流。其中一种说法是，在他还是个小男孩时，他告诉仆人不要杀死两条蛇。感激之情，蛇给了墨兰浦斯与动物交谈的能力。
另一个版本说，他发现一条母蛇被车辙碾压死了，留下两个孤儿。他没有放弃它们，而是给蛇安葬，并抚养了幼崽。为了感谢他，它们用舌头舔他的耳朵，将其舔得干干净净，以至于他能够听懂动物的语言。
在此之后，阿尔戈斯一直有三位国王同时统治，一位是拜亚斯的后裔，一位是墨兰浦斯的后裔，一位是安纳克索拉斯的后裔。墨兰浦斯的儿子曼提乌斯继承了他的位置，墨兰浦斯家族一直延续到参加特洛伊战争的兄弟阿尔克梅翁和安菲洛库斯。
墨兰浦斯晚年被绑架。在牢房里，他听到两只白蚁交谈，声称他们第二天早上将吃穿墨兰浦斯的天花板。墨兰浦斯呼喊他的绑匪并要求转移。他制造了如此大的骚动，以至于绑匪们同意了。第二天早上，当天花板坍塌时，绑匪们认为他是个先知，留下他可能会得罪神灵。他们放了他。
墨兰浦斯还出现在关于弗里吉亚享乐王米达斯的故事中。米达斯王被选为阿波罗和玛尔西亚斯之间著名音乐比赛的裁判。尽管阿波罗明显获胜，但米达斯王不同意其他裁判的意见。阿波罗称王为驴子，为了证明他的观点，他碰了一下他的头，使米达斯王长出了驴耳。长而毛茸茸的耳朵长出来了，米达斯王慌张地戴上了高高的弗里吉亚帽子，希望没有人发现他尴尬的秘密。只有他的理发师知道这个可耻的事情，但米达斯警告他，如果他向任何人透露王的耳朵，他就会被处死。理发师因难以承受内心的秘密而心急如焚，但又为了自己的生命感到害怕。于是他在帕克托卢斯河的岸边挖了一个洞，在确定没有人在听的情况下，他向洞里低声说：“米达斯王有驴耳朵。”填满洞，永远埋葬这个秘密后，理发师离开了，心安理得。
一切都好好的，直到第二年春天，一根芦苇从洞里长出来，对其他芦苇低语说米达斯王有驴耳朵。这些芦苇又把秘密告诉了所有经过的生物。很快，鸟儿得知了这个消息，并把它带给了墨兰浦斯。墨兰浦斯告诉了他所有的朋友，很快整个王国都知道了米达斯王的可悲秘密。

## 墨兰浦斯的据称著作
在“墨兰浦斯”的名义下，有三部作品幸存下来。
- 《Peri Palmon Mantike》，一部关于通过痉挛占卜（palomancy）的延伸论著，存在多个版本；
- 《Peri Elaion tou somatos》，一篇简短的关于通过痣占卜的作品；
- 一部占星术的月历。痉挛文本以献给托勒密国王开篇，可能是托勒密二世，但也可能是伪作。

在公元前一世纪之前，某位墨兰浦斯撰写了一部关于对称定律的著作（维特鲁威斯七卷，引言）。这部著作已经失传。

## 《墨兰浦斯抒情诗》
在古典时代，有一部作品（称为《墨兰浦斯抒情诗》）被归属于赫西俄德，但其存在的片段引用和偶然的言论使得其重建“十分不确定”，根据瓦尔特·布克特的说法。I·勒夫勒曾尝试重建这部作品，名为《墨兰浦斯抒情诗：试图重建其内容》（1963年）。